# Międzynarodowa Organizacja Winorośli i Wina
Międzynarodowa Organizacja Winorośli i Wina (ang. International Organisation of Vine and Wine, OIV, fr. Organisation Internationale de la Vigne et du Vin, OIV) – organizacja międzynarodowa o profilu naukowo-technicznym skupiająca 47 państw. Utworzona na mocy porozumienienia podpisanego przez 35 państw 3 kwietnia 2001. Zastąpiła Międzynarodowe Biuro Winorośli i Wina.
Siedziba OIV mieści się w 8. dzielnicy Paryża, przy 35 rue de Monceau. Organizacja gromadzi i publikuje m.in. statystyki światowego rynku wina.

## Państwa członkowskie OIV
| Algieria             | Argentyna  | Armenia       | Australia | Austria    | Azerbejdżan       | Belgia             |
| Bośnia i Hercegowina | Brazylia   | Bułgaria      | Chile     | Chorwacja  | Cypr              | Czechy             |
| Francja              | Gruzja     | Niemcy        | Grecja    | Węgry      | Indie             | Izrael             |
| Włochy               | Liban      | Luksemburg    | Malta     | Meksyk     | Mołdawia          | Czarnogóra         |
| Maroko               | Holandia   | Nowa Zelandia | Norwegia  | Peru       | Portugalia        | Macedonia Północna |
| Rumunia              | Rosja      | Serbia        | Słowacja  | Słowenia   | Południowa Afryka | Hiszpania          |
| Szwecja              | Szwajcaria | Turcja        | Urugwaj   | Uzbekistan |                   |                    |